# Tæppemos
Plagiothecium (Tæppemos) er en slægt af mosser med omkring 110 arter udbredt over hele verden. Ni arter findes i Danmark. Plagiothecium betyder 'med nikkende kapsel', fra græsk plagios 'skæv' og thekion 'lille hylster'.
| Danske arter |

- Hulbladet tæppemos Plagiothecium cavifolium
- Grantæppemos Plagiothecium curvifolium
- alm. tæppemos Plagiothecium denticulatum
- Retkapslet tæppemos Plagiothecium laetum
- Spinkel tæppemos Plagiothecium latebricola

- Lundtæppemos Plagiothecium nemorale
- Mosetæppemos Plagiothecium ruthei
- Gylden tæppemos Plagiothecium succulentum
- Bølget tæppemos Plagiothecium undulatum